# ベルシュ
ベルシュ（アルバニア語: Belsh, Belshi）は中央アルバニアのエルバサン州の基礎自治体 である。基礎自治体はフィエルザ、グレカン、カヤンおよびラサ の行政単位を含み、ベルシュ市は市会である。2011年のアルバニアの国勢調査によると、ベルシュ市の人口は8,781人であり、ベルシュ自治体に相当する地域内の総人口は19,503人であった。

## 市の景観
ベルシュはリチェニ・イ・ベルシト（アルバニア語: Liqeni i Belshit）というカルスト湖の西側と北側の湖畔で広がり、ドゥムレ高原にある主な居留地である。